# Newport (condado de Shelby, Ohio)
Newport é um lugar designado pelo censo localizado no condado de Shelby no estado estadounidense de Ohio. No Censo de 2010 tinha uma população de 198 habitantes e uma densidade populacional de 194,52 pessoas por km².

## Geografia
Newport encontra-se localizado nas coordenadas 40° 17′ 43″ N, 84° 22′ 10″ O. Segundo o Departamento do Censo dos Estados Unidos, Newport tem uma superfície total de 1.02 km², da qual 0.93 km² correspondem a terra firme e (8.4%) 0.09 km² é água.

## Demografia
Segundo o censo de 2010, tinha 198 pessoas residindo em Newport. A densidade populacional era de 194,52 hab./km². Dos 198 habitantes, Newport estava composto pelo 100% brancos, 0% eram afroamericanos, 0% eram amerindios, 0% eram asiáticos, 0% eram insulares do Pacífico, 0% eram de outras raças e 0% pertenciam a duas ou mais raças. Do total da população 0.51% eram hispanos ou latinos de qualquer raça.